# Paul Gülker
Paul Gülker (* 13. Januar 1892 in Köln; † 1. August 1979) war ein deutscher Versicherungsmanager.

## Leben
Paul Gülker, Sohn aus der Ehe von Karl Gülker, Direktor bei Colonia, und Klara, geb. Kellinghausen, besuchte das Friedrich-Wilhelm-Gymnasium in Köln. An den Universitäten Freiburg, München und Bonn studierte er Rechtswissenschaften und wurde 1921 an der Universität zu Köln mit der Arbeit Die Ausschließung eines Mitglieds aus einem rechtsfähigen Verein nach deutschem Recht unter Berücksichtigung des schweizerischen, österreichischen, französischen und englischen Rechts zum Dr. iur. promoviert.
Von 1921 bis 1962 war er für die Colonia Kölnische Versicherungs-AG tätig, ab 1934 deren Vorstandsmitglied und ab 1953 Generaldirektor. Er war Vorsitzender und Ehrenvorsitzender des Verbands der Haftpflicht-, Unfall- und Kraftverkehrsversicherer e.V. (HUK).
Er hatte zahlreiche Aufsichts- und Verwaltungsratsmandate inne. Er war Mitglied des Römischen Instituts der Görres-Gesellschaft. Er war 1949 Vorstandsmitglied in Nordrhein-Westfalen der Europa-Union Deutschland.
1956 wurde er von Kardinal-Großmeister Nicola Kardinal Canali zum Ritter des Ritterordens vom Heiligen Grab zu Jerusalem ernannt und am 8. Dezember 1956 durch Lorenz Jaeger, Großprior der deutschen Statthalterei, investiert.
Er war seit 1921 verheiratet mit Stephanie geb. Krähmer. Aus der Ehe gingen zwei Kinder hervor.
Gülker starb 1979 im Alter von 87 Jahren. Die Familiengrabstätte liegt auf dem Kölner Melaten-Friedhof.

## Auszeichnungen
- 1956: Ritterschlag zum Ritter vom Heiligen Grab zu Jerusalem
- 1957: Goldener Dieselring für besondere Verdienste um die „Hebung der Verkehrssicherheit und die Minderung von Unfallfolgen“
- 1963: Grosses Bundesverdienstkreuz des Verdienstordens der Bundesrepublik Deutschland

## Schriften
- Das Marktproblem in der deutschen Kraftverkehrsversicherung, Duncker & Humblot 1958, zusammen mit Willibald Gerlach